# Instituto da Democracia Portuguesa

## Organização

### Origem
O Instituto da Democracia Portuguesa (IDP) é uma associação cívica fundada em 9 de Agosto de 2007, tendo por núcleo os autores do livro O Erro da Ota. Afirma-se como organização da sociedade civil que congrega pessoas independentes e/ou com filiação em partidos de todo o espectro político. Defende a necessidade de um Portugal mais livre, mais justo, e mais solidário, conforme aos princípios da soberania popular e do estado de direito, afirmando o artigo 1º dos seus Estatutos que "Portugal é e deverá sempre ser um Estado independente". O lema do Instituto é "Pensamento Independente" e "Pelo Bem Comum".

### Membros
Entre os seus associados, é presidente de honra Duarte Pio de Bragança; vice-presidente de honra Gonçalo Ribeiro Telles;  presidente da Assembleia Geral Rui Moreira ; presidente da Direcção Mendo Castro Henriques; presidente do Conselho de Curadores Fernando Nobre Embora incorpore elementos realistas nos seus corpos dirigentes, o IDP não contém referência programática de regime nos seus Estatutos. Da atual Direção, eleita para o triénio 2011-2014, além do presidente, fazem parte João Palmeiro, Frederico Brotas de Carvalho, Paulino Brilhante Santos e Francisco da Cunha Rego.
O IDP usufrui da quotização dos seus associados e pontualmente, de patrocínios para seminários e publicações.

## Missão
O Instituto tem como principais linhas de estudo e intervenção:
- O desenvolvimento sustentado do território e do mar;
- A reforma do sistema político e a promoção da cidadania participativa;
- A reforma do Estado e a adopção de novas políticas públicas;
- A segurança humana e a qualidade de vida das populações;
- A construção de uma Europa mais solidária ;
- A criação de políticas comuns da Lusofonia;

Desde a fundação,o IDP criticou as políticas económicas dos governos do Bloco Central - vulgo "política do betão" - tendo contribuído para o fim do chamado "novo aeroporto de Lisboa" e também para a luta contra o Plano Nacional de Barragens, nomeadamente contra a barragem de Foz-Tua.
defendendo a revitalização das economias regionais segundo uma visão próxima de Michael Porter; bem como a importância da regeneração urbana
A renovação do poder local é proposta através de um novo ordenamento do território segundo o sistema das NUTS, valorizando as boas práticas e os sistemas de prestação de contas, e agrupando autarquias pelo princípio "Descentralizar através dos concelhos a proximidade aos cidadãos e concentrar nos municípios a gestão supra concelhia". As juntas de freguesia são valorizadas como mediadoras da sociedade civil face ao poder. O IDP propõe um novo ordenamento do país em regiões dotadas de poderes distintos: Regiões Autónomas, Madeira e Açores; Regiões das Áreas Metropolitanas da Grande Lisboa e Grande Porto; Regiões agropolitanas  Norte, Centro, Alentejo e Algarve.

## Valores

### Comunicados
O IDP emite Comunicados e Notas da Conjuntura sobre assuntos de interesse nacional e pesquisáveis em site
Ano de 2014
12 Fev 2014 Expulsão de António Capucho
03 Jan 2014 Um Novo Ano;
Ano de 2013
02 Out 2013  Sobre as Autárquicas
09 Mai 2013  Sobre o Dia da Europa –
01 Mai 2013  É preciso refundar o 1º de maio em Portugal!
24 Abr 2013  25 de Abril
10 Abr 2013  Uma Reparação Histórica
Ano de 2012
21 Dez 2012  Sobre a TAP
14 Set 2012  Sobre um Novo Governo
08 Mai 2012, Entre Cila e Caríbdis
28 Abr 2012, Declaração de Albufeira
31 Mar 2012, Parlamento e Sociedade Civil
30 Mar 2012, Sobre o Comércio Internacional
27 Mar 2012, Uma luz na noite escura
06 Fev 2012, Projeto de Regeneração Urbana
23 Jan 2012, Sobre o Estado da Troika
Ano de 2011
20 Dez 2011, Em prol da Casa Real Portuguesa
08 Dez 2011, Sobre a cimeira europeia de 7-9 Dez.
02 Dez 2011, Sobre o Renascer do Poder Local
16 Nov 2011, Ponto de Situação — A Crise do Euro
10 Out 2011,  Arrendamento e renovação urbana
27 Set 2011, Aumento do limite da dívida dos EUA
15 Set 2011, Bandeiras a Meia Haste
18 Jul 2011, Aprender com a Grécia
29 Jun 2011, Alta Velocidade Lisboa-Madrid
16 Jun 2011, Sobre as Medidas Fiscais da Troika
12 Jun 2011, Do Secretariado da Casa Real
06 Abr 2011, O pedido de assistência financeira
02 Abr 2011, Sobre as eleições de 5 de junho
23 Mar 2011, A Negociação do PEC IV
Ano de 2010
22 Nov 2010, As relações especiais Portugal-Brasil
13 Ago 2010, Manipulação de preços pela ERSAR
06 Jul 2010, Um Plano B para o caso PT
26 Mai 2010, O IDP no II Encontro Público PASC
07 Mai 2010, O compromisso de apoio à Grécia
17 Mar 2010, Demasiado grandes para falir?
20 Abr 2010, Sobre a Administração Pública
19 Fev 2010, Sobre o Presidente da AG do IDP
13 Fev 2010, Sobre a Comunicação Social Livre
07 Fev 2010, Crise Financeira e Coesão Europeia
02 Fev 2010, A Economia do Carbono
30 Jan 2010, Convenção Monárquica
12 Jan 2010, O IDP no Encontro de Coruche
Ano de 2009
31 Dez 2009, A Nova economia do Carbono
12 Nov 2009, O Programa Nacional de Barragens
05 Jul 2009, Escola de Pesca e de Marinharia de Lx
23 Jun 2009, Projetos de Comunidades Regionais
22 Jun 2009, Sobre o Suicídio Ferroviário nacional
05 Jun 2009, Eleições Europeias
18 Mai 2009, Salvar a Terra e a Água,
11 Mai 2009, Sobre a Reserva Agrícola Nacional
30 Abr 2009, Contra a discriminação na net
22 Abr 2009, Sobre a GALP
22 Mar 2009 Sobre o Dia Mundial da Água
11 Mar 2009, A primeira visita de Obama
01 Fev 2009, Sobre o Regicídio
09 Jan 2009, Sobre o Conflito na Faixa de Gaza
Ano de 2008
14 Nov 2008, Avaliação dos Professores
24 Out 2008, A Cimeira de 15 novembro de 2008
22 Out 2008, Acidente no TUA
02 Out 2008, As declarações do ministro
19 Set 2008, Circular sobre os mercados financeiros
23 Ago 2008, Sobre a Linha do Tua
16 Jul 2008, Escola de Pesca e Marinha de Comércio
07 Jun 2008, Sobre as Regiões
15 Abr 2008, A Cimeira da NATO em Bucareste
10 Fev 2008, Sobre Duarte Pio de Bragança

### Eventos
O IDP tem contribuido para que a sociedade civil tenha voz na definição das políticas públicas. Na Grande Lisboa realizou Seminários de Formação para Jovens em 2008 e 2009; encontros sobre o Comércio internacional, com o Institut Franco-Portugais em 2010; no Fundão, encontros sobre agricultura em 2010. Em Vila Nova da Barquinha ajudou a lançar o Movimento Protejo. No Algarve levou a cabo Colóquios de Albufeira em 2012. Nos Açores, colaborou em Angra com o Instituto de História da Ilha Terceira. Em  Trás Os Montes, colaborou com a UTAD no lançamento do PLANO C. No Alentejo, com o Diário do Alentejo.

### Media
O IDP tem site próprio http://idportuguesa.pt/ site no qual disponibiliza informações sobre a sua atividade. Sustenta um conjunto de redes sociais em que se destacam os Clubes de Cidadania e a rede IDP-Algarve, IDP-Alentejo, IDP-Centro- IDP-Açores, IDP-Grande Lisboa e IDP-Norte. Ao longo de dois anos, o programa Perguntas Proibidas na Rádio Europa apresentou  temáticas e personalidades. Em Julho de 2009, iniciou o projecto Constituição 2.0 para uma Constituição interactiva, com as ferramentas wiki que veio a ser noticiado em Inglaterra e Israel.

### PLANO C
Em novembro de 2012, o IDP lançou o livro PLANO C - O COMBATE DA CIDADANIA  editado pela Bertrand, com artigos de Álvaro Neves da Silva, Antonieta Guerreiro, Carlos Reis Marques, D. Duarte de Bragança, Gonçalo Ribeiro Telles, Francisco Cunha Rego, Frederico Brotas de Carvalho, Gustavo da Cunha, Inês Mena e Mendonça, Jack Soifer, João Gomes de Almeida, João Jardine, João Palmeiro, Jorge Pereira de Almeida, Luís Salgado de Matos, Mendo Castro Henriques, Paulino Brilhante Santos, Pedro Policarpo, Rui Moreira, Rui Rangel, Vilma Muniz de Farias. O livro teve lançamentos em Lisboa, Viseu, Beja, Vila Real, Coimbra, Azeitão, Caldas, Leiria, Figueira da Foz, Faro, Portimão, Lousada e Braga, ao longo do ano de 2013.